# Bamendavävare
Bamendavävare (Ploceus bannermani) är en hotad afrikansk fågel i tättingfamiljen vävare. Den förekommer enbart i ett litet område på gränsen mellan Nigeria och Kamerun.

## Utseende och läten
Bamendavävaren är en medelstor (13–14 cm) vävare. Ovansidan är olivgrön, med guldgul hjässa och nacke. Den är vidare svart på ansikte och strupe. Resten av undersidan är guldgul. Näbben är svart, liksom benen. Könen är lika. Lätena har inte beskrivits.

## Utbredning och systematik
Fågeln förekommer i bergsskogar i allra östligaste Nigeria och västra Kamerun. Den behandlas som monotypisk, det vill säga att den inte delas in i några underarter.

## Status och hot
Bamendavävaren har en liten världspopulation bestående av uppskattningsvis endast 6 000–15 000 vuxna individer. Den tros också minska i antal till följd av habitatförlust. Den är därför upptagen på internationella naturvårdsunionen IUCN:s röda lista över hotade arter, kategoriserad som sårbar (VU).

## Namn
Fågelns svenska och vetenskapliga artnamn hedrar David Armitage Bannerman (1886-1979), skotsk ornitolog och samlare av specimen. Fram tills nyligen kallades den bannermanvävare även på svenska, men justerades 2022 till ett enklare och mer informativt namn av BirdLife Sveriges taxonomikommitté.